# Carlo de Notaris
Carlo de Notaris (né en 1812 à Milan et mort en 1888 à Milan) est un peintre italien actif dans un style néoclassique.

## Biographie
Carlo De Notaris fut l'élève de Carlo Bellosio et de Francesco Hayez  en compagnie de Baldassare Verazzi,,.
Un portrait de l'artiste par son maître Hayez est visible à l'Académie de Brera. Son fils, Stefano De Notaris, était écrivain.